# 테오파노 (10세기)

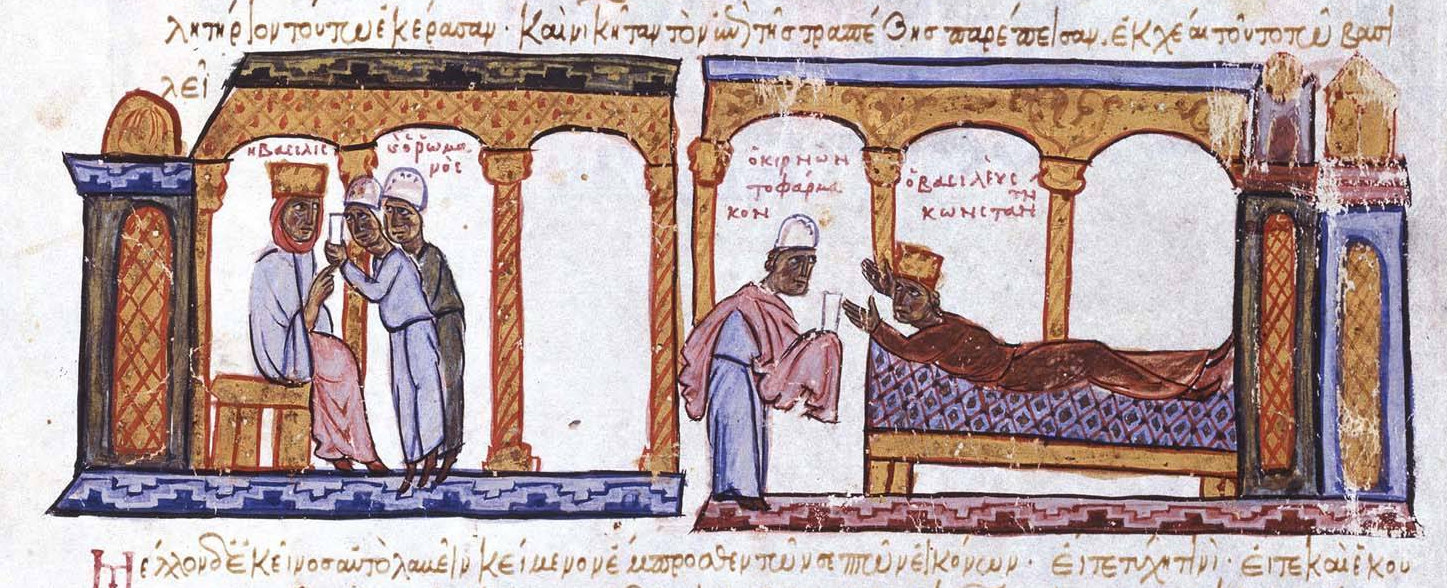

테오파노(테오파나라고도 불림)은 비잔티움 제국의 황후였다. 콘스탄티노스 7세 며느리이자 로마노스 2세, 니키포로스 2세 포카스의 황후였고 요안니스 1세 치미스키스 황제의 연인이었으며, 바실리오스 2세와 콘스탄티노스 8세의 모후이다.

## 생애
테오파노는 당대 최고의 미녀였다고 전해진다. 그녀의 아버지는 펠로폰네소스의 여관주인 아나스타소였으며, 956년경 로마노스 2세를 만나 사랑에 빠져 결혼한 후에 테오파노라는 이름을 얻었다. 콘스탄티노스 7세가 959년 죽었을 때 그녀가 독살했다는 소문이 돌았으나 별다른 증거는 없다. 남편 로마노스가 20살의 나이로 즉위했을 때 테오파노는 18살 정도였지만, 즉시 권력을 장악하고 시어머니와 시누이들을 황궁에서 제거하였고, 다른 정부와 궁정의 원로대신들도 자신의 입맛에 맞는 사람들로 교체하였다.
963년 로마노스가 갑자기 죽자 테오파노는 또다시 남편을 독살했다는 소문이 돌았으나 남편의 죽음으로 그녀가 얻을 게 하나도 없다는 점에서 사실이 아닐 가능성이 많다. 특히 로마노스와의 사이의 막내딸이 남편이 갑자기 죽기 불과 이틀 전에 태어났다는 사실은 그녀의 소문이 거짓임을 반증한다. 그녀와 로마노스 사이의 두 아들 바실리오스와 콘스탄티노스가 아직 어렸기 때문에 그녀는 어린 아들들의 섭정을 시작했는데, 권력을 유지하기 위해서는 강력한 지원자가 필요했다. 그녀는 당대의 유명한 장군인 니키포로스 포카스와 손을 잡고 자신의 두 아들의 보호를 부탁했다. 니키포로스는 자신의 정적인 요셉푸스 브링가스라는 환관을 물리치고 콘스탄티노폴리스로 진군하여 약간의 유혈 사태 후에 황제에 등극하였고 테오파노와 니키포로스는 결혼했다. 두 사람이 결혼은 애정에 의한 것이라기보다는 정략적인 결혼이었을 가능성이 크다.
그러나 이 결혼은 몇 가지 문제점이 있었다. 니키포로스가 테오파노의 자식들의 대부였기 때문에 기독교적 입장에서는 혼인 무효였던 것이다. 이 결혼은 콘스탄티노폴리스 총대주교 폴리에우크토스의 반대를 받았으나 결국 무마되었다.
그간의 몇몇 증거를 보면 니키포로스는 젊은 테오파노를 진심으로 사랑한 것으로 보인다. 그러나 테오파노는 남편의 동료이자 총사령관인 요안니스 치미스키스와 사랑에 빠졌다. 두 사람은 황제의 암살할 모의를 꾸미고 969년 12월 10일 요안니스와 그의 음모자들은 여자로 변장하여 황궁에 침입하여 니키포로스를 암살하고 요안니스는 황제의 지위에 올랐다.
테오파노는 다시 요안니스 황제의 황후가 될 것을 기대했으나 총대주교 폴리에우크토스의 반대를 받고 결국 마르마라해의 프로티 섬으로 추방되고 말았다.